# Nationaal-Liberale Partij - Tătărescu

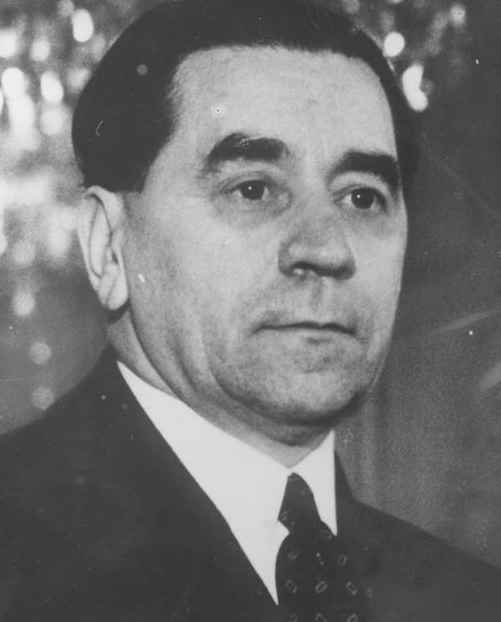
Gheorghe Tătărescu (1886-1957), partijoprichter en leider 1944-1947

De Nationaal-Liberale Partij - Tătărescu of Nationaal-Liberale Partij - Dissident (Roemeens: Partidul Național Liberal-Tătărescu, PNL-T; Partidul Național Liberal-dizidența, PNL-dizidența) was een Roemeense politieke partij die bestond van 1944 tot 1948. 

## Geschiedenis
De PNL-T was een afsplitsing van de Nationaal-Liberale Partij (PNL) en stond onder leiding van Gheorghe Tătărescu (1886-1957). Tătărescu was in de jaren vóór de Tweede Wereldoorlog tweemaal (1934-1937; 1939-1940) premier geweest van Roemenië. Anders dan de meerderheid van de PNL was Tătărescu - voor de oorlog een verklaard tegenstander van de communisten - voorstander van samenwerking met de Roemeense Communistische Partij (PCR). Tătărescu richtte de PNL-T op die zich aansloot bij het Nationaal-Democratisch Front, een coalitie die werd gedomineerd door de PCR. In maart 1945 werd Tătărescu vicepremier en minister van Buitenlandse Zaken. Bij de verkiezingen van 1946 behaalde de PNL-T als onderdeel van het door de communisten geleidde Blok van Democratische Partijen 75 zetels in de Grote Nationale Vergadering. In november 1947 werd Tătărescu na een vertrouwenstemming in het parlement weggestemd en kort daarop onder huisarrest gesteld. Als partijleider werd hij opgevolgd door Petre Bejan. De partij stond vanaf dat moment bekend onder de naam Nationaal-Liberale Partij - Bejan. Bij de verkiezingen van 1948 kreeg de PNL-B als onderdeel van het Blok van Democratische Partij nog slechts 7 zetels toebedeeld in het parlement. De fractie van de PNL-B stemde in het parlement vóór de nieuwe, stalinistische grondwet. Nog in datzelfde jaar werden de activiteiten van de gestaakt. In 1949 werd de partij verboden.

## Ideologie
De officiële ideologie van de partij was het sociaalliberalisme. De PNL-T was voorstander van een sociaalgeoriënteerde markteconomie. 

## Ministers
- Alexandru Alexandrini (1902-1981), minister van Financiën - 23 augustus 1945-7 november 1947
- Dumitru Alimănișteanu (1898-1973), minister van Financiën - 6 maart 1945-11 april 1945
- Petre Bejan (1896-1978), minister van Nationale Economie - 6 maart 1945-29 november 1946
- Mircea Duma, minister van Financiën - 11 april 1945-23 augustus 1945
- Radu Roșculeț, minister van Eredienst - 1 december 1946-5 november 1947
- Costel Tataranu, president (gouverneur) van de Nationale Bank - 1946-?
- Gheorghe Tătărescu (1886-1957), minister van Buitenlandse Zaken, vicepremier - 6 maart 1945-7 november 1947
- Ion Gh. Vantu, minister van Openbare Werken - 1 december 1946-7 november 1947